# Frankatura dwupaństwowa
Frankatura dwupaństwowa – frankatura znaków opłaty dwóch państw.
Frankatura dwupaństwowa może mieć miejsce w wyniku:
- międzynarodowych przepisów – przykładowo na kartach z opłaconą odpowiedzią,
- porozumienia między dwoma zarządami pocztowymi – przykładowo dwa państwa niebędące członkami UPU,
- szczególnych okoliczności.